# 万山諸島

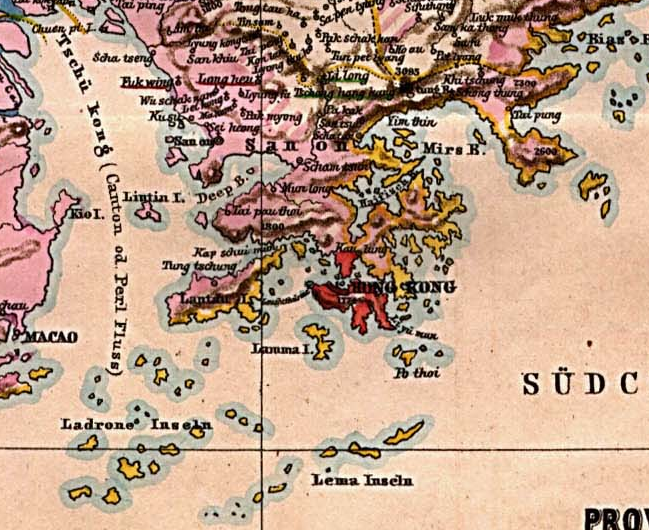
1878年に新安県の地図

万山諸島（マンシャンしょとう、英語：Wanshan Qundao、Ladrones Islands、Thieves Islands、ポルトガル語：Ilhas dos Ladrões）は、中国・広東省の南部沿海に位置する諸島で、広東省・珠海市に管轄される。 南シナ海に向き、珠江の河口から香港の南部にかけて､万山島、東澳島、桂山島、外伶仃島、担桿列島、佳蓬列島などの150あまりの大小の島々、香港のランタオ島と香港島、マカオのタイパ島とコロアネ島が含まれる。
「万山」の意味は無数の島に組まれる諸島である。16世紀にポルトガル人に発見された時、ポルトガル語で「Ilhas dos Ladrões」（意味は「泥棒諸島」）と呼ばれた。
1950年、中国人民解放軍の艦艇は万山群島に残った中華民国国軍の艦艇部隊に打ち勝ち、万山群島と広東沿海諸島を占領した。
かつて万山諸島は､華南大陸の天然の障壁として中国への外来民族の侵略を防ぐ海上の門となっていた｡今では夏季に内陸で生活する人々が避暑に行き、観光客のリゾート地として賑わっている。

## 参考リンク
1. ↑  中国万山諸島ツツガムシ病疫源地の特定
2. ↑  万山諸島
3. ↑  共和国とともに成長する人民海軍
4. ↑  珠江の河口にあるロマンチックな島々